# República de Transmurania

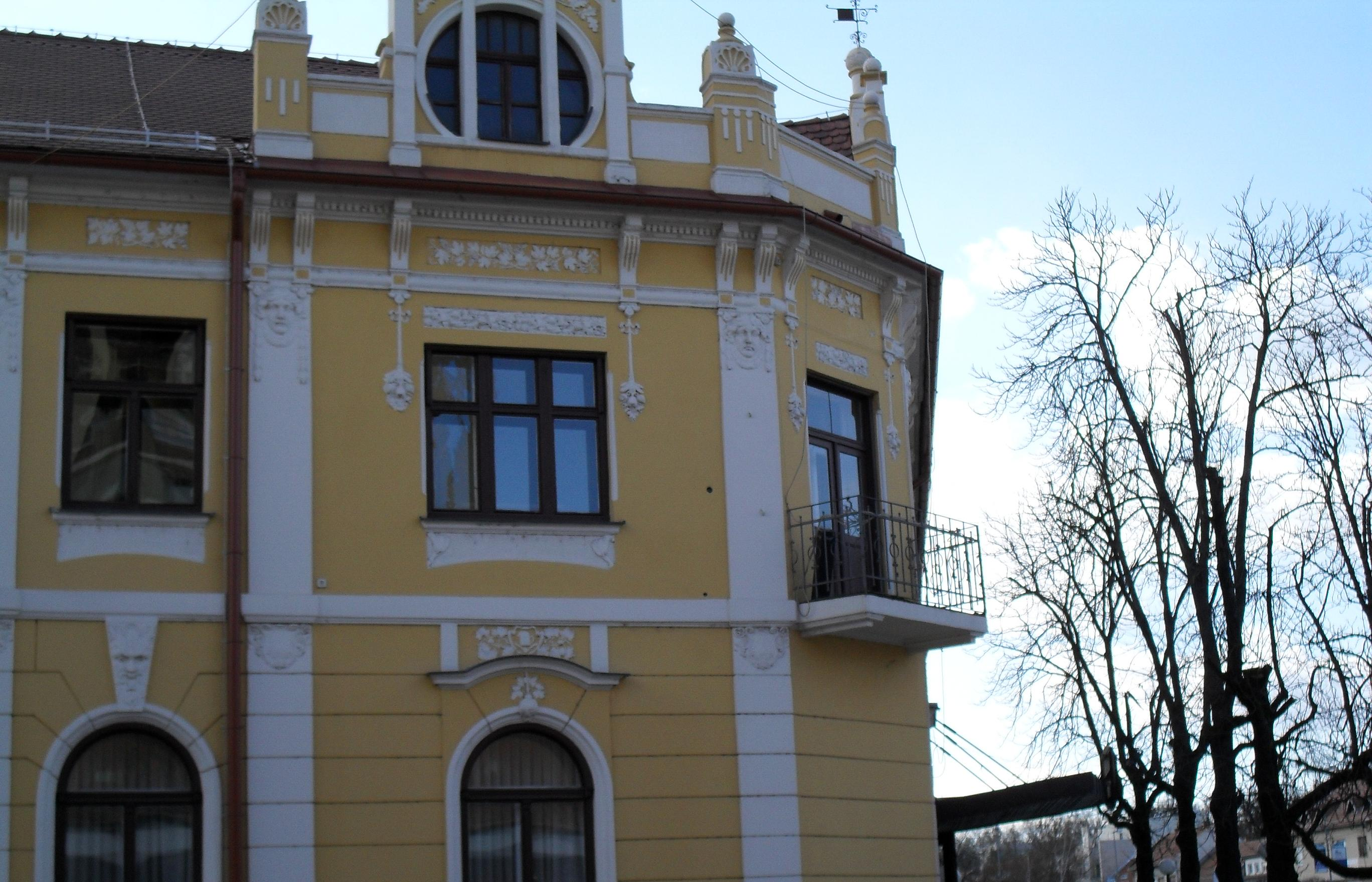
El balcón de Murska Sobota desde el que Vilmos Tkálecz proclamó la República de Prekmurje.

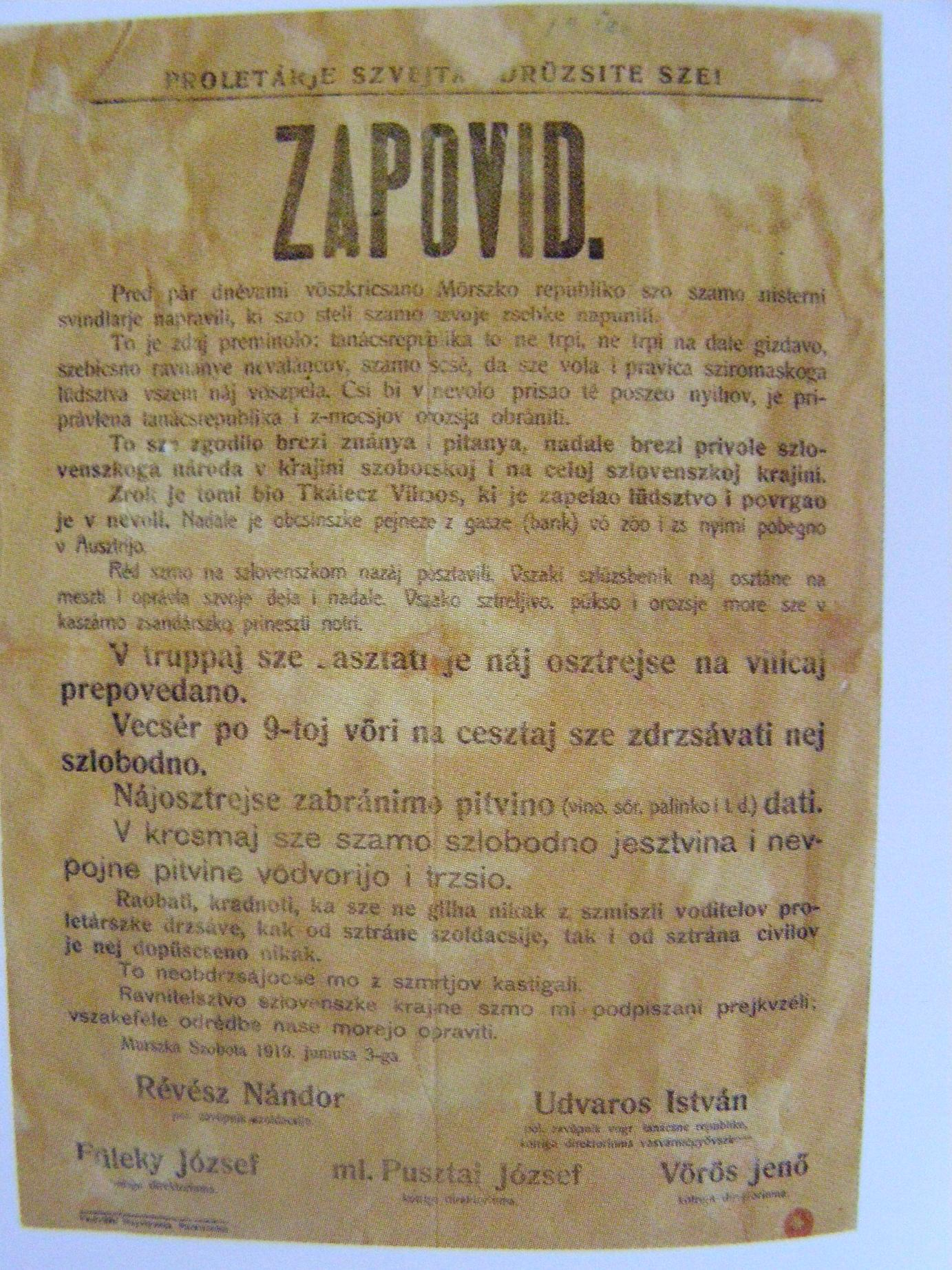
Toque de queda para Murska Sobota, firmado por József Pusztai.

La República de Transmurania (en húngaro: Vendvidéki Köztársaság, Mura Köztársaság; en esloveno: Murska Republika, Republika Prekmurje; en transmurano: Reszpublika Szlovenszka okroglina, Mörszka Reszpublika) era un estado no reconocido ubicado en Transmurania, un área conocida tradicionalmente en húngaro como Vendvidék ("Marca Vendica"). El 6 de junio de 1919, Transmurania se incorporó al recién establecido Reino de los serbios, croatas y eslovenos (rebautizado como "Yugoslavia" en 1929).
El estado limitaba con Austria al norte, Hungría al este y el Reino de los Serbios, Croatas y Eslovenos al oeste y al sur.

## Orígenes
El territorio étnico esloveno alguna vez fue más extenso que en la actualidad, extendiéndose desde Friul en el noreste de Italia hasta el lago Balaton en Hungría. Los magiares se asentaron en la parte oriental de esta zona a principios del siglo X, y Prekmurje (junto con Croacia y Eslovaquia) finalmente pasó a formar parte del Reino de Hungría. Así, los eslovenos que vivían al este del río Mura desarrollaron una identidad separada de los que estaban al oeste del río bajo control austriaco como eslovenos de Prekmurje. El idioma esloveno de Prekmurje (en húngaro: Vend nyelv) se convirtió en distintivo. En los siglos XVI y XVIII, numerosas familias eslovenas de los valles de Mura y Raba se establecieron en el condado de Somogy.

## Historia
Durante la Primera Guerra Mundial, los líderes de la minoría eslovena en Prekmurje eran en su mayoría sacerdotes católicos y ministros luteranos. Después del colapso de Austria-Hungría, junto con líderes seculares (pero con puntos de vista políticos divergentes), los clérigos católicos de Prekmurje se pusieron del lado del Reino de los serbios, croatas y eslovenos. Sin embargo, los eslovenos luteranos todavía apoyaban el dominio húngaro. El partido católico deseaba proclamar un estado independiente, mientras que los eslovenos luteranos y los húngaros de Prekmurje apoyaban permanecer bajo la autoridad húngara.
El ejército croata (amotinado) anexó Prekmurje en 1918, pero el 83.er Regimiento de Infantería húngaro lo recuperó. Pronto, la Tregua de Belgrado en 1918 le dio Mura y Raba Country a Hungría, pero los serbios lo pensaron mejor y trataron de extender su área de control hacia el norte para crear una frontera entre Yugoslavia y Checoslovaquia.
El 21 de marzo de 1919, los comunistas y socialdemócratas húngaros crearon la República Soviética de Hungría, que era antirreligiosa, internacionalista y prosoviética. Los comunistas querían expropiar los bienes eclesiásticos, empezando por todos los señoríos. Los luteranos y los católicos resistieron esto. Para deshacerse de los comunistas, el Partido Católico decidió crear una república autónoma. Los socialistas húngaros y eslovenos querían establecer un sistema soviético en Prekmurje, pero hubo poco apoyo y poca gente ayudó a la República Soviética. En Međimurje, los militares serbios y croatas se alinearon contra Prekmurje.
En Lendava, la campaña militar anticomunista comenzó bien pero pronto se vino abajo. En Murska Sobota, el socialista Vilmos Tkálecz, antiguo maestro de escuela y soldado en la Primera Guerra Mundial, estaba involucrado en el comercio ilegal, que los estatutos comunistas prohibían. Tkálecz no era izquierdista, yugoslavo o prohúngaro. El 29 de mayo, Tkálecz y algunos seguidores declararon la independencia de Hungría. Tkálecz invocó los Catorce Puntos de Woodrow Wilson, que otorgaban derechos de autonomía a las minorías nacionales. El nuevo estado reconoció a Austria para recibir algunas armas, junto con las de las unidades militares húngaras. Sin embargo, Tkálecz frustró a los católicos; la gente de Prekmurje no apoyó la república.
La República de Prekmurje buscó expandir sus límites y recibió pequeñas porciones de tierra: en Murska Sobota, la República recibió el territorio de los distritos de Murska Sobota, Lendava, Szentgotthárd y algunos pueblos en el área de Őrség, y ya poseía el norte, centro, y los distritos de marcha del sudoeste de Mura. Los principales asentamientos de la república fueron Murska Sobota, Szentgotthárd, Lendava, Beltinci y Dobrovnik .

## Consecuencias
El 6 de junio de 1919, el Ejército Rojo húngaro entró en Prekmurje y derrocó a la república. Tkálecz huyó a Austria. Una milicia comunista se extendió por la tierra y asesinó a todos sus oponentes. Además, se impuso al pueblo una indemnización de cinco millones de coronas y la milicia de ocupación continuó con un duro Terror Rojo.
El 1 de agosto de 1919, la República Soviética de Hungría fue derrocada por las fuerzas rumanas, y pronto el ejército serbio entró en Prekmurje, poniendo fin al gobierno comunista de allí.
En 1920, Tkálecz vivía en Hungría en el pueblo de Nagykarácsony en el condado de Fejér como maestro de escuela. El Tratado de Trianón de 1920 estableció las actuales fronteras húngaras.

## Población
La población de la República de Prekmurje era de aproximadamente 100.000 habitantes, de los cuales entre 20.000 y 22.000 eran húngaros; otras grandes minorías incluían una minoría alemana de 8.000 (especialmente en los pueblos de Alsószölnök, Fikšinci, Kramarovci y Ocinje) y una minoría croata de 3.000. Otros grupos étnicos incluían judíos y romaníes. La composición religiosa era un tercio luterana, más de la mitad católica y algunas minorías calvinistas y judías. En algunas aldeas, los romaníes hablan prekmurje esloveno o húngaro como lengua materna.